# Valenciai uralkodók házastársainak listája
A valenciai uralkodók házastársainak listáját tartalmazza az alábbi táblázat a kezdetektől 1714-ig.

## Flaínez-ház
| Képe | Címere | Neve        | Apja                          | Születése | Házassága              | Uralkodói hitvessé válása | Uralkodói hitvesi terminus vége | Halála | Házastársa                     |
| ---- | ------ | ----------- | ----------------------------- | --------- | ---------------------- | ------------------------- | ------------------------------- | ------ | ------------------------------ |
|      |        | Jimena Díaz | Diego Fernández (Flaínez-ház) | ?         | 1074. július 19. körül | 1094 férje trónra lépte   | 1099 férje halála               | 1106   | Rodrigo Díaz de Vivar (El Cid) |

## Barcelonai-ház

A Valenciai Királyság címere a XIV. században

| Képe | Címere | Neve                    | Apja                                                       | Születése        | Házassága                        | Királynévá válása                   | Királynéi terminus vége            | Halála                         | Férje                        |
| ---- | ------ | ----------------------- | ---------------------------------------------------------- | ---------------- | -------------------------------- | ----------------------------------- | ---------------------------------- | ------------------------------ | ---------------------------- |
|      |        | Árpád-házi Jolán        | II. András magyar király (Árpád-ház)                       | 1215/6           | 1235. szeptember 8.              | 1238                                | 1251. október 12.                  | 1251. október 12.              | I. (Hódító) Jakab            |
| –    |        | Teresa Gil de Vidaure   | Juan de Vidaure                                            | ?                | 1255 titokban                    | 1255 titokban                       | 1260. válás                        | 1285. július 15.               | I. (Hódító) Jakab            |
|      |        | Hohenstaufen Konstancia | I. Manfréd szicíliai király (Hohenstaufen-ház)             | 1249             | 1262. június/július 13.          | 1276. július 27. férje trónra lépte | 1285. november 2./11. férje halála | 1302. április 9.               | I. (III./Nagy) Péter         |
|      |        | Plantagenêt Eleonóra    | I. Edward angol király ((Második) Anjou (Plantagenêt)-ház) | 1269. június 18. | 1290. augusztus 15. per procuram | 1290. augusztus 15. per procuram    | 1291. június 18. férje halála      | 1298. augusztus 29.            | I. (III./Liberális) Alfonz   |
|      |        | Kasztíliai Izabella     | IV. Sancho kasztíliai király (Burgundiai-ház)              | 1283             | 1291. december 1.                | 1291. december 1.                   | 1295. április 25. válás            | 1328. július 24.               | II. (Igazságos) Jakab        |
|      |        | Anjou Blanka            | II. Károly nápolyi király ((Harmadik) Anjou-ház)           | 1280             | 1295. október 29./november 1.    | 1295. október 29./november 1.       | 1310. október 14.                  | 1310. október 14.              | II. (Igazságos) Jakab        |
|      |        | Lusignan Mária          | III. Hugó ciprusi király (Lusignan(-Poitiers)-ház)         | 1273             | 1315. november 27.               | 1315. november 27.                  | 1322. április 10./22./november     | 1322. április 10./22./november | II. (Igazságos) Jakab        |
|      |        | Moncadai Elisenda       | I. Péter aitonai úr (Moncada-ház)                          | 1272             | 1322. december 25.               | 1322. december 25.                  | 5 November 1327 férje halála       | 1364. június 19.               | II. (Igazságos) Jakab        |
|      |        | Kasztíliai Eleonóra     | IV. Ferdinánd kasztíliai király (Burgundiai-ház)           | 1307             | 1329. február 5.                 | 1329. február 5.                    | 1336. január 24. férje halála      | 1359. március/április          | II. (IV./Jó) Alfonz          |
|      |        | Navarrai Mária          | III. Fülöp navarrai király (Évreux-ház)                    | 1330             | 1342                             | 1342                                | 1347. április 29.                  | 1347. április 29.              | II. (IV./Szertartásos) Péter |
|      |        | Portugáliai Eleonóra    | IV. Alfonz portugál király (Burgundiai-ház)                | 1328. február 3. | 1347. november 19.               | 1347. november 19.                  | 1348. október 29.                  | 1348. október 29.              | II. (IV./Szertartásos) Péter |
|      |        | Szicíliai Eleonóra      | II. Péter szicíliai király (Barcelonai-ház)                | 1325             | 1349. június 13./augusztus 27.   | 1349. június 13./augusztus 27.      | 1375. április 20.                  | 1375. április 20.              | II. (IV./Szertartásos) Péter |
|      |        | Fortià Szibilla         | Fortià Berengár (Fortià család)                            | 1350             | 1377. október 11. házasságkötése | 1377. október 11. házasságkötése    | 1387. január 5. férje halála       | 1406. november 4./24.          | II. (IV./Szertartásos) Péter |
|      |        | Bar Jolán               | I. Róbert, Bar hercege (Montbelliard-ház)                  | 1364/5           | 1380. február 2.                 | 1387. január 5. férje trónra lépte  | 1396. május 19. férje halála       | 1431. július 3.                | I. (Vadász) János            |
|      |        | Luna Mária              | Lope lunai gróf (Luna család)                              | 1353             | 1372. június 13.                 | 1396. május 19. férje trónra lépte  | 1406. december 29.                 | 1406. december 29.             | I. (Idős/Emberséges) Márton  |
|      |        | Prades Margit           | Aragóniai Péter entençai báró (Barcelonai-ház)             | 1387/88          | 1409. szeptember 17.             | 1409. szeptember 17.                | 1410. május 31. férje halála       | 1429. július 15.               | I. (Idős/Emberséges) Márton  |

## Trastámara-ház

Valenciai Királyság címere a XVI.–XVIII. században

| Képe | Címere | Neve                   | Apja                                                    | Születése           | Házassága                               | Királynévá válása                   | Királynéi terminus vége       | Halála               | Férje                      |
| ---- | ------ | ---------------------- | ------------------------------------------------------- | ------------------- | --------------------------------------- | ----------------------------------- | ----------------------------- | -------------------- | -------------------------- |
|      |        | Alburquerquei Eleonóra | I. Sancho alburquerquei gróf (Burgundiai-ház)           | 1374                | 1393/4                                  | 1412. június 28. férje trónra lépte | 1416. április 2. férje halála | 1435. december 16.   | I. (Antequerai) Ferdinánd  |
|      |        | Kasztíliai Mária       | III. Henrik kasztíliai király (Trastámara-ház)          | 1401. szeptember 1. | 1415. június 12.                        | 1416. április 2. férje trónra lépte | 1458. június 27. férje halála | 1458. szeptember 14. | III. (V./Nagylelkű) Alfonz |
|      |        | Juana Enríquez         | Fadrique Enríquez (Burgundiai-ház)                      | 1425/30             | 1447. július 7. (vagy 1444. április 1.) | 1458. június 27. férje trónra lépte | 1468. február 13.             | 1468. február 13.    | II. (Hitetlen) János       |
|      |        | Katolikus Izabella     | II. János kasztíliai király (Trastámara-ház)            | 1451. április 22.   | 1469. október 19.                       | 1479. január 19. férje trónra lépte | 1504. november 26.            | 1504. november 26.   | II. (Katolikus) Ferdinánd  |
|      |        | Foix Germána           | Foix János navarrai királyi herceg (Foix(-Grailly)-ház) | 1488/90             | 1506. március 22.                       | 1506. március 22.                   | 1516. január 25. férje halála | 1538. október 18.    | II. (Katolikus) Ferdinánd  |

| Képe | Címere | Neve                          | Apja                                                               | Születése          | Házassága          | Királynévá válása                    | Királynéi terminus vége           | Halála             | Férje                   |
| ---- | ------ | ----------------------------- | ------------------------------------------------------------------ | ------------------ | ------------------ | ------------------------------------ | --------------------------------- | ------------------ | ----------------------- |
|      |        | Portugáliai Izabella          | I. Mánuel portugál király (Avis-ház)                               | 1503. október 23   | 1526. március 10.  | 1526. március 10.                    | 1539. május 1.                    | 1539. május 1.     | I. (V.) Károly          |
|      |        | Tudor Mária                   | VIII. Henrik angol király (Tudor-ház)                              | 1516. február 18.  | 1554. július 25.   | 1556. január 16. férje trónra lépte  | 1558. november 17.                | 1558. november 17. | I. (II./Okos) Fülöp     |
|      |        | Valois Erzsébet               | II. Henrik francia király (Valois-ház)                             | 1545. április 2.   | 1559. június 22.   | 1559. június 22.                     | 1568. október 3.                  | 1568. október 3.   | I. (II./Okos) Fülöp     |
|      |        | Habsburg Anna                 | II. (I.) Miksa német-római császár és magyar király (Habsburg-ház) | 1549. november 1.  | 1570. május 4.     | 1570. május 4.                       | 1580. október 26.                 | 1580. október 26.  | I. (II./Okos) Fülöp     |
|      |        | Ausztriai Margit              | II. Károly, Stájország, Karintia és Krajna hercege (Habsburg-ház)  | 1584. december 25. | 1599. április 18.  | 1599. április 18.                    | 1611. október 3.                  | 1611. október 3.   | II. (III./Jámbor) Fülöp |
|      |        | Bourbon Izabella              | IV. Henrik francia király (Bourbon-ház)                            | 1602. november 22. | 1615. november 25. | 1621. március 31. férje trónra lépte | 1644. október 6.                  | 1644. október 6.   | III. (IV./Nagy) Fülöp   |
|      |        | Habsburg Mária Anna           | III. Ferdinánd német-római császár és magyar király (Habsburg-ház) | 1634. december 24. | 1649. október 7.   | 1649. október 7.                     | 1665. szeptember 17. férje halála | 1696. május 16.    | III. (IV./Nagy) Fülöp   |
|      |        | Bourbon-Orléans-i Mária Lujza | I. Fülöp orléans-i herceg (Bourbon-ház)                            | 1662. március 26.  | 1679. november 19. | 1679. november 19.                   | 1689. február 12.                 | 1689. február 12.  | II. (Babonás) Károly    |
|      |        | Pfalz–Neuburgi Mária Anna     | II. Fülöp Vilmos pflazi választó (Wittelsbach-ház)                 | 1667. október 28.  | 1690. május 14.    | 1690. május 14.                      | 1700. november 1. férje halála    | 1740. július 16.   | II. (Babonás) Károly    |

## A spanyol örökösödési háború királynéi
| Képe | Címere | Neve                                          | Apja                                                           | Születése            | Házassága          | Királynévá válása  | Királynéi terminus vége             | Halála             | Férje                  |
| ---- | ------ | --------------------------------------------- | -------------------------------------------------------------- | -------------------- | ------------------ | ------------------ | ----------------------------------- | ------------------ | ---------------------- |
|      |        | Savoyai Mária Lujza                           | II. Viktor Amadeusz szárd király (Savoyai-ház)                 | 1688. szeptember 13. | 1701. november 3.  | 1701. november 3.  | 1705 férje trónfosztása             | 1714. február 14.  | IV. (V./Bourbon) Fülöp |
|      |        | Braunschweig–Wolfenbütteli Erzsébet Krisztina | Lajos Rudolf Braunschweig–lüneburgi uralkodó herceg (Welf-ház) | 1691. augusztus 28.  | 1708. augusztus 1. | 1708. augusztus 1. | 1714. szeptember 7. férje lemondása | 1750. december 21. | III. (Habsburg) Károly |